# Kim Jongszam
Kim Jongszam (hangul: 김영삼, handzsa: 金泳三, RR: Kim Young-sam; Kodzse-sziget, 1927. december 20. – Szöul, 2015. november 22.) volt dél-koreai politikus, az ellenzék egyik vezetője Pak Csong Hi elnöksége idején. Amikor 1979-ben eltávolították a törvényhozásból, tiltakozási hullám söpört végig az országon, ami erőszakba torkollt, és a Pak elnök elleni merénylet egyik fő okává vált. Az első szabad választásokon Kim Dedzsung másik ellenzéki vezető ellen indult, azonban egyiküket sem választották meg, helyette No Theu szerzett többséget. 1990-ben egyesítette pártját a nyertesével és 1993-ban őt választották meg No utódjává. 1998-ig volt az ország elnöke.